# Ponç de Roda
Ebonci, també conegut com a Ebó o Ponci, va ser bisbe de Roda-Barbastre (1097-1104). És venerat com a sant per l'Església catòlica. Nascut a Sarrancolin (comtat de Comenge), va ser benedictí i abat al monestir de Santa Fe de Conques abans d'acceptar la seu de Roda d'Isàvena, on succeí Llop. Abans de la reconquesta de Barbastre ja es va titular bisbe de Barbastre. En 1101, ja conquerida la ciutat, va consagrar-ne la mesquita com a catedral i hi va traslladar la seu.

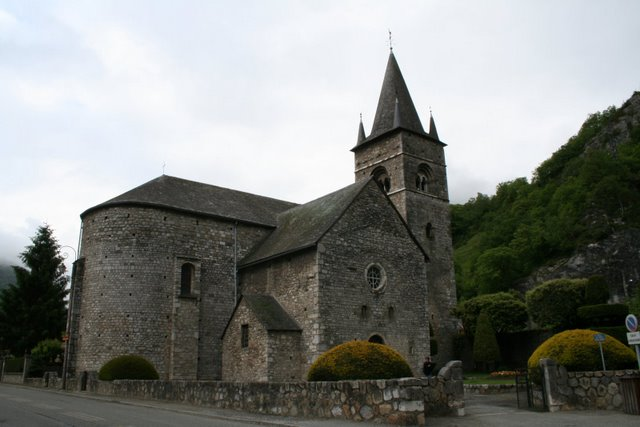
Església de Sant Ebons, a Sarrancolin, lloc de naixement del sant.